# Білі Сарни
Білі Сарни — польський концентраційний табір, аналогічний до табору Береза Картузька, але в таємнішому режимі, був збудований і діяв на Волині неподалік міста Сарни, біля сіл Немовичі і Катеринівки. Концтабір призначався переважно для свідомих українців. В'язнів концтабору часто тримали без судового вироку.
У повоєнні роки використовувалась так само Радянською владою. Сьогодні там знаходиться режимна установа, відома як Катеринівка. Про концтабір Білі Сарни інформації мало. Усі архівні документи, що стосуються концтабору Білі Сарни, знаходяться в архіві УМВС — відомстві, якому зараз належить ця установа.

## Умови в концтаборі
Табір був облаштований наступним чином. По його периметру було протягнуто п'ять рядів колючого дроту, за ними широкий рів із водою, далі — дротяна огорожа з високою напругою. На кутах внутрішнього двору стояли п'ятиметрові дерев'яні вежі з кулеметними гніздами. Табір, в якому утримували 250—300 в'язнів, стерегли близько двохсот поліцаїв з вівчарками. В'язні концтабору носили полотняний одяг з круглою полотняною шапкою. На ногах — дерев'яні черевики. На спині — номер розміром 20 на 20 см. Менший нашивали спереду на лівому рукаві. Ув'язнені на виклик замість прізвища називали лише свій номер.

## Спогади в'язнів концтабору
|                                 | Вирок просвітянам Сарненського куста винесено в повітових Сарнах. Женуть їх етапом пішки в напрямку Немович, до невеличкого села Катеринівки- в тюрму "Білі Сарни". По дорозі „навішують” все нових і нових арештантів. Невільне „товариство” росте. Росте і число поліцейського супроводу. Тюрма серед боліт і лісу… Допити у слідчого. Допити у прокурора. Тіснота. Духота. Гумові кнути… Спирт в легені через ніздрі… Олівці… Двері… Дошка… П’яти … Все — по свистку. Митися — бігом. Від миття — бігом. До уборни — бігом. З уборни — бігом. На сніданок — бігом. До роботи — бігом. На повірку — бігом. Обідати — бігом. Від обіду мити посуду — бігом. З чистою посудою — бігом. На роботу — бігом. З роботи знову — бігом. Вечеряти — бігом. З вечері — бігом. Їсти гарячу, аж киплячу юшку — бігом. Поки останні одержали пайки, перші все з’їли. Все по свистку. Бігом до води. По обох боках усіх проходів стоять поліцаї з гумами та кийками з крючками. Бігом … Бах, трах, бах … Кого зачеплять … Маса живого м’яса… Кожний над головою несе повну посуду. Лізе один на одного. Гаряча юшка тече по головах та спинах людей. — Бігом!… Бігом!…Бах, трах, бах… Хтось падає, його толочать сотні дерев’яних черевиків. Падає другий, третій, четвертий, п’ятий … Росте ціла копиця живого м’яса. По ній сунуть сотні черевиків. Нараз копиця росте аж до стелі. В один мент спадає і розлітається … Все по свистку… Десяток потолочених доходяг та інвалідів лежать нерухомо. До них підбігають поліцаї з гумами та кийками.— Бігом!… Бігом!… І так цілий день. І так цілий тиждень. І так другий місяць, третій, четвертий, п’ятий, шостий, сьомий, восьмий, дев’ятий… В камерах по сорок людей, як оселедці. На голих сінниках, на цементній підлозі. Вікна позабивані дошками. Духота, сморід. "Параша" вічно переповнена, бо надто мала. Вночі не дозволяється виносити. Люди корчаться від болів сечового міхура. Порізані сирцем ноги понапухали і гниють. Інколи для пом’якшення сирцю видають дьоготь. Від дерев’яних черевиків відстає від тіла шкіра на п’ятах та підошвах. Нема змоги зробити й один крок, а тут тобі — "Бігом!…" До роботи запрягають по 5 осіб до великого військового воза. Один чоловік за „шофера” коло дишля, а решта — пхають. На вози навантажують повно землі чи іншого вантажу. Воза треба везти по піску або болоту цілий кілометр, до залізничної гілки. Колеса грузнуть в піску по колодки. Від напруженої праці очі вилазять з орбіт. Коло кожного воза польський "комендант". Лупить гумою, б’є ногами, прикладом, коле в спину багнетом. Голод. Бруд. Літом — задуха, зимою — холод. Харч: вранці півлітра води-кави, на обід — три чверті літра ріденького супу, на вечерю — три чверті літра води-супу та 400 грам тухлого, липкого, як земля, чорного хліба. Цей хліб і був одинокою поживою. Харчові пакунки заборонено одержувати і про це не було відомо поза табором. Люди, не знаючи про заборону, присилали передачі, арештанти підписувались, що одержали і ці пакунки прямували до печі. У цій поліській тюрмі була ще й "дубина". Це — карцер, влаштований з колишніх гарнізонних льохів на картоплю. Підлога в карцері була вимощена "котячими лобами" (дике каміння). Джерелом світла служила маленька продухвина для картоплі. Жодного обігріву, сморід, задуха і мокрота, маса щурів та мишей”- таке катеринівське пекло терплять в”язні в тюрмі "Білі Сарни"… |
| — Вишка в Катеринівці, 1938 рік | |